# Ержанова, Закира
Закира Ержанова (каз. Заһира Ержанова; 1926 год—2006 год) — советская колхозница, звеньевая колхоза «Кзыл-Ту» Чиилийского района Кзыл-Ординской области, Герой Социалистического Труда (23 июня 1966). Заслуженный работник сельского хозяйства Казахской ССР (1974).

## Биография
Начала свою деятельность в 1942 году в колхозе «Кзыл-Ту» в Чиилийском районе Кзыл-Ординской области, где трудился ещё один будущий Герой Социалистического Труда, Ибрай Жахаев, который вывел собственный сорт риса, посаженный в 1958 году. За свою самоотверженную деятельность в колхозе Закира была избрана Депутатом Верховного Совета СССР 6-го созыва в 1962 году, а через 4 года награждена званием Героя Социалистического Труда (с вручением медали «Серп и Молот») и орденом Ленина. Заслуженный работник сельского хозяйства Казахской ССР (1974), награждена множеством грамот. Занимала должность звеньевой вплоть до ухода на пенсию.